# Awhustyniwka
Awhustyniwka (ukr. Августинівка) – wieś na Ukrainie, w obwodzie zaporoskim, w rejonie zaporoskim, w hromadzie Szyroke. W 2001 liczyła 1017 mieszkańców.